# Epsilon Corvi
Pour les articles homonymes, voir Epsilon (homonymie).
Désignations
Epsilon Corvi (ε Crv / ε Corvi) est une étoile de la constellation du Corbeau. Sa magnitude apparente est de +3,00. Elle porte également le nom traditionnel Minkar (de l'arabe منقار minkar, signifiant bec).
Epsilon Corvi est une étoile géante rouge de type spectral K2IIIa. D'après la mesure de sa parallaxe annuelle par le satellite Hipparcos, elle est située à environ ∼ 318 a.l. (∼ 97,5 pc) de la Terre.